# Nerius laticornis
Nerius laticornis är en tvåvingeart som beskrevs av Willi Hennig 1937. Nerius laticornis ingår i släktet Nerius och familjen Neriidae. Inga underarter finns listade i Catalogue of Life.